# Eparchia di Ras e Prizren
L'eparchia di Ras e Prizren è una delle eparchie della chiesa serbo-ortodossa, con sede a Prizren (cattedrale dell'eparchia è sin dal Medioevo quella di Nostra Signora di Ljeviš). Attuale eparca di Ras e Prizren è Sua Grazia Artemije.

## Territorio
La diocesi di Ras e Prizren comprende i territori di Ras e del Kosovo e continua la ricca tradizione spirituale delle precedenti diocesi di Ras e diocesi di Prizren, che si sono fuse in un'unica diocesi nel 1808.
L'eparchia è divisa in 15 monasteri.

## Storia

### Diocesi di Ras
La diocesi di Ras, che si trova tra i fiumi Raska, Ibar e Lim, nella Serbia centrale, viene menzionata per la prima volta nel 1020 nella seconda carta dell'imperatore bizantino Basilio II (976-1025). A quel tempo la diocesi era sotto l'arcivescovado di Ocrida. I primi vescovi ad essere menzionati sono Leontius (circa 1123-1126), Cyril (circa 1141-1143), Euthemius (circa 1170) e Kalinik (circa 1196). Al tempo di San Sava divenne parte dell'autocefalo Arcivescovado di Žiča, nel 1219. In occasione della creazione del Patriarcato di Peć (1346), l'eparchia fu promossa a diocesi da un Metropolita. La residenza del vescovo di Ras si trovava nelle vicinanze della chiesa dedicata ai Santi Apostoli Pietro e Paolo, vicino all'attuale città di Novi Pazar, o Ras. Essa è menzionata da fonti storiche, in accordo con il nome della città cui è sede, come Eparchia di Pazar, Novi Pazar o Starovlaska. Nella seconda metà del XVII secolo, la diocesi includeva i territori dell'antica eparchia di Budimlje, o della più nuova Diocesi di Lim, o Petrovac, con Bijelo Polje. Per questo fu anche chiamata Diocesi di Bijelo Polje. Nel 1789, dopo la morte del Metropolita di Prizren Eusebius, l'amministrazione dell'eparchia fu presa dal Metropolita Joanicius di Ras. Dal 1808, la Diocesi di Ras fu unita all'Eparchia di Prizren a formare l'attuale Eparchia di Ras e Prizren.

### Diocesi di Prizren

Significato del Kosovo nella Chiesa serbo-ortodossa

Anche la diocesi di Prizren viene menzionata da fonti bizantine all'inizio dell'undicesimo secolo. Una bolla dell'imperatore Basilio II cita Prizren come una delle diocesi dipendenti dall'arcivescovato di Ocrida. Essa comprendeva allora solo parte dell'odierno Kosovo. Nel 1189 l'area corrispondente alla diocesi venne occupata da Stefano Nemanja e incorporata nella Serbia, ma solo nel 1241 la Bulgaria e Bisanzio furono definitivamente esclusi dal controllo della regione. Nel 1219 la diocesi era diventata parte della Chiesa autocefala serba; nel 1346, con la promozione di questa Chiesa a Patriarcato, Prizren ascese al rango di Metropolia. La diocesi conobbe un periodo di splendore che vide la costruzione di numerose chiese e conventi, divenendo un centro di cultura sia nel campo delle lettere sia in quello delle arti figurative. Nel 1455 la diocesi fu occupata dagli Ottomani; dal 1557, con il rinnovamento del patriarcato serbo nella nuova sede di monastero patriarcale di Peć, la diocesi rifiorì, ma solo fino al 1766, quando il patriarcato fu soppresso e incorporato nel Patriarcato Ecumenico di Costantinopoli. In tutto l'antico cuore dell'ortodossia serba le istituzioni decaddero; a Prizren vennero spesso assegnati vescovi stranieri, mentre la percentuale dei cristiani tra la popolazione diminuiva costantemente, fino a diventare nel XVIII secolo una minoranza rispetto ai musulmani.

### La nuova diocesi unificata di Ras e Prizren
Solo nel 1891 i serbi del Kosovo ricevettero dal sultano Abdul-Hamid II l'assicurazione che il loro episcopato sarebbe stato per sempre guidato da un serbo. Dopo le guerre balcaniche (1913), quando il Kosovo ritornò alla Serbia, L'eparchia di Ras e Prizren fu integrata nella Chiesa serbo-ortodossa.
Dopo la prima guerra mondiale la Chiesa serbo-ortodossa riuscì solo in minima parte a resuscitare la grande stagione medioevale. Nel nuovo regno jugoslavo e soprattutto nella Jugoslavia di Tito la Chiesa non giocava più un ruolo di rilievo nella vita pubblica. Solo negli anni settanta e ottanta l'eparchia unificata riprese respiro. Il numero dei monaci vide un aumento e alcuni conventi già abbandonati furono riaperti. L'attuale vescovo Artemije è stato un attivo promotore di questo rinnovamento monastico.
Fatalmente questo processo si interruppe con la nuova esplosione del nazionalismo serbo, che si originò dalla crisi dello stato plurietnico socialista jugoslavo. La presunta minaccia subita dalle chiese e dai conventi ortodossi del Kosovo giocò un ruolo essenziale nelle argomentazioni dei nazionalisti serbi. La Chiesa serbo-ortodossa del Kosovo non prese le distanze da un nazionalismo sempre più aggressivo, anzi ne fu in parte coinvolta o addirittura se ne rese protagonista. Durante gli anni novanta, mentre i serbi combattevano gli altri popoli della Jugoslavia, rari furono i richiami alla moderazione.
Dopo la fine della guerra del Kosovo (1999), la Chiesa serbo-ortodossa locale divenne a sua volta vittima del nazionalismo. Gli albanesi radicali videro negli edifici religiosi ortodossi dei simboli dell'odiato oppressore; nell'aprile del 2004 ebbero luogo veri e propri pogrom, con l'uccisione di civili serbi, la distruzione delle loro case e l'annientamento di una trentina di edifici sacri cristiani. Il prezioso patrimonio culturale del Kosovo subì così danni irreparabili.